# Глиноземний цемент
Глиноземистий цемент — швидкотвердіюче гідравлічне в'яжуче, таке, що складається переважно з моноалюмінату кальцію (СаО•Al2О3). Свою назву цей цемент отримав від технічної назви оксиду алюмінію Al2О3 — "глинозем".
Сировиною для глиноземистого цементу служать боксити і чисті вапняки. Боксити — гірська порода, що складається з гідратів глинозему (AL2О3 • nH2О) і домішок (в основному Fe2O3, SiO2, СаО та ін.). Боксити широко використовуються в різних галузях промисловості: для отримання алюмінію, абразивів, вогнетривів, адсорбентів тощо, а родовища з високим вмістом А12О3 дуже небагато.
Хімічний склад глиноземистого цементу, що отримується різними методами, знаходиться в наступних межах: CaO — 35…45%; Al2О3 — 30…50%; Fe2O3 — 0…15%; SiO2 — 5…15%. У мінеральному складі клінкеру глиноземистих цементів переважає однокальцієвий алюмінат CaO • А12О3 (СА), що визначає основні властивості цього в'яжучого. Крім того, в ньому присутні алюмінати — С2А, С12А7; двохкальцієвий силікат C2S, що відрізняється, як відомо, повільним твердінням, і як неминуча баластна домішка — геленіт — 2СаО • А12О3• 2SiO2. Зовнішні параметри глиноземистого цементу — це тонкий порошок сіро-зеленого, коричневого або чорного кольору.
Тонкість помелу повинна бути такою, щоб при просіюванні проби цементу через сито з сіткою № 008 (розмір осередка 0,08 мм) проходило не менше 90% від маси проби. Відповідно до ДСТУ 969—66 глиноземистий цемент залежно від міцності на стиск ділиться на три марки: 40, 50 і 60. Марку цементу визначають на третю добу після виготовлення зразків.
Глиноземистий цемент повинен виготовлятися відповідно до ДСТУ 969-91 за технологічним регламентом виробника. Вміст глинозему (Al2О3) в цементі повинен бути не нижче 35%.
Глиноземистий цемент є швидкотверднучою в'яжучою речовиною, що нормально схвачується. Початок тужавлення цементу повинен наступати не раніше 30 хв., а кінець не пізніше 12 год. від моменту замішування його водою.
Глиноземистий цемент характеризується зниженою здатністю до деформації у зв'язку з крупнокристалічною структурою цементного каменю, що формується. Крім того, через наявність кубічного гідратованого моноалюміната при формуванні цементного каменю відбувається втрата маси.
Існують два способи виробництва глиноземистого цементу: метод плавлення сировинної шихти і випалювання до спікання.
Спосіб виробництва глиноземистого цементу методом плавлення включає в себе підготовку зернистою шихти з цементної сировини, плавлення, охолодження отриманого шлаку і тонке подрібнення.
Спосіб спікання характеризується тим, що вихідні компоненти цементної сировини просушують, тонко подрібнюють і перемішують до досягнення повної гомогенізації, після чого порошкоподібну або гранульовану цементну шихту направляють в піч і виконують випал цементного клінкеру в різних печах. Далі цементний клінкер охолоджують, піддають помолу і отримують глиноземистий цемент.

## Основні властивості
- Швидке наростання міцності в ранньому віці;
- При твердінні бетону на глиноземистому цементі виділяється велика кількість тепла, що дозволяє використовувати ці бетони при від'ємних температурах до −10 градусів без підігріву;
- Глиноземистий цемент має підвищену щільність цементного каменю, що визначає велику стійкість бетону проти всіх видів агресивних рідин і газів у порівнянні з бетоном на портландцементі;
- глиноземистий цемент в порівнянні з портландцементом є більш вогнестійким і термічностійким матеріалом. В суміші з вогнетривкими наповнювачами: шамотом, хромітовою рудою, магнезитом та ін. глиноземистий цемент може бути використаний для отримання гідравлічно твердіючих вогнетривких розчинів і бетонів.

Процес тверднення глиноземистого цементу і міцність цементного каменю, що утворюється істотно залежать від температури твердіння. При нормальній температурі (до 25 ° С) основний мінерал цементу — Са взаємодіє з водою з утворенням кристалічного гідроалюміната кальцію і гідроксиду алюмінію у вигляді гелевовидної маси:
2(СаО • А12О3) + 11Н2О = 2СаО • А12О3• 8Н2О + 2А1(ОН)3 + Q
При твердінні глиноземистого цементу основне з'єднання — однокальцієвий алюмінат, піддається гідратації, в результаті чого утворюється двухкальцієвий гідроалюмінат. При взаємодії глиноземистого цементу з водою не утворюється гідрат окису кальцію, завдяки чому цементний камінь, бетони та розчини на глиноземистому цементі значно краще протистоять дії мінералізованих вод; відсутність трьохкальцієвого гідроалюміната підвищує стійкість до сульфатної корозії. Однак бетони на глиноземистому цементі корозіюють в кислих агресивних середовищах, концентрованих рощинах сірча񗹤нокислого магнію і в лужних середовищах при концентрації лугів більше 1%. З підвищенням температури понад 25-30 ° С міцність цементного каменю знижується, внаслідок перекристалізації двухкальціевого гідроалюміната в трьох-кальцієвий. Тому пропарювання і автоклавну обробку виробів на глиноземистому цементі не виконують.
При зниженні додатних температур тверднення відбувається менш інтенсивно, але все-таки значно швидше, ніж портландцементу.
При охолодженні маси цементу (бетону) нижче −2 ° С тверднення його з водою практично зупиняється. Отже, для твердіння необхідно забезпечити оптимальні температурні умови.
Розчини та бетони на глиноземистому цементі водонепроникні, хімічно стійки, вогнестійкі, вогнетривкі, термічно стійкі.
Стійкість гідратних утворень у вигляді гідроалюмінатів кальцію, що утворюються при твердінні цементного розчину, істотно залежить від температури і концентрації глинозему, і оксидів кальцію в розчині. Характерною особливістю низькоосновних гідроалюмінатів кальцію є їх здатність до перекристалізації, при якій формуються стійкіші кристалогідрати. В процесі гідратації глиноземистого цементу хімічна реакція взаємодії низькоосновних алюмінатів кальцію з водою призводить до формування гідроалюмінатів кальцію і гідроксиду алюмінію, який характеризується малою розчинністю у воді, великою питомою поверхнею і позитивно впливає на формування високоміцного цементного камня. При гідратації, яка бере участь у реакціях окиснення заліза утворює гідроферріти кальцію і гідроалюмоферріти кальцію. Гідроксид алюмінію виділяється у вигляді гелю.
Відмінною особливістю реакції гідратації однокальцієвого алюмінату є висока електротермічність. При замішуванні глиноземистого цементу високих марок з водою виділяється приблизно до 376 кДж / кг (90 до кал / кг) тепла; при цьому виділення тепла повністю відбувається в перші години схвачування і твердіння цементного тіста. Це властивість глиноземистого цементу, з одного боку, обмежує використання його для бетонування масивних конструкцій, з іншого — може справити позитивний вплив на виробництво бетонних робіт в зимовий час. Об'ємна маса глиноземистого цементу в рихлому стані перебуває в межах 1000—1400 кг/м³.
Розробили два види глиноземистих цементів — високоглиноземисті і особочисті високоглиноземисті, що розрізняються утриманням домішок. ВГЦ при наявності 60-65% глинозему містить 2-3 ° / 0 кремнекислоти, а особочистий ВГЦ — 73-75% глинозему, до 1% кремнекислоти і менш 0,5% оксиду заліза. Останній цемент по фазовому складу відрізняється від ВГЦ, він складається в основному з діалюміната кальцію — Са2 і невеликої кількості геленіта і моноалюміната. Температура плавлення його досягає 2033К.
Ангідрито-глиноземистий цемент(АГ-цемент) — гідравлічне в'яжуче, що отримується спільним помелом високоглиноземистого шлаку (клінкеру) зі штучним або природним ангідритом. Змішують готовий глиноземистий цемент з попередньо подрібненим ангідритом, одержаного випаленням природного двохводного гіпсу при 873—973К. Для АГ-цементу характерно менше виділення тепла при гідратації, ніж для глиноземистого цементу. Температура підвищується при твердінні розчину бетону і сприятливо впливає на тверднення, так як вона прискорює кристалізацію гідросульфоалюміната кальцію. Кристали гідросульфоалюміната, що утворилися грають роль структурного елементу в цементному камені і в певних умовах не тільки запобігають усадку, але і викликають явище розширення. Можна вважати, що АГ-цемент є одним з початкових видів цементів, що отримуються на основі глиноземистого цементу.
У порівнянні з портландцементом глиноземистий цемент забезпечує отримання бетонів і розчинів більшої щільності і водонепроникності. Бетони на основі глиноземистого цементу морозостійкі і стійкіші в порівнянні з портландцементом до розчинів сульфату кальцію і магнію, морської і болотяної води, розчинів цукру, тваринним і рослинним оліям. Однак глиноземистий цемент швидко руйнується навіть слабкими розчинами солей амонію і лугів. Його не можна застосовувати в лужних середовищах і змішувати з вапном або портландцементом. З огляду на дефіцитність сировини (бокситів) і значну вартість глиноземистого цементу, його випускають у невеликих кількостях (менше 1% від загального випуску цементу), а застосовують при зведенні бетонних конструкцій, які необхідно швидко ввести в експлуатацію, для термінових аварійних і ремонтних робіт, футеровки шахтних колодязів і тунелів тощо На основі глиноземистого цементу в суміші з жаростійкими заповнювачами виготовляють бетони, які добре чинять опір дії високих температур (1000 ° С і вище). Глиноземистий цемент використовують також для отримання розширюючих цементів: водонепроникний розширюючий цемент (ВРЦ), водонепроникний безусадочний цемент (ВБЦ), гіпсоглиноземистий розширюючий цемент (ГГРЦ).